# Didymus de Blinde

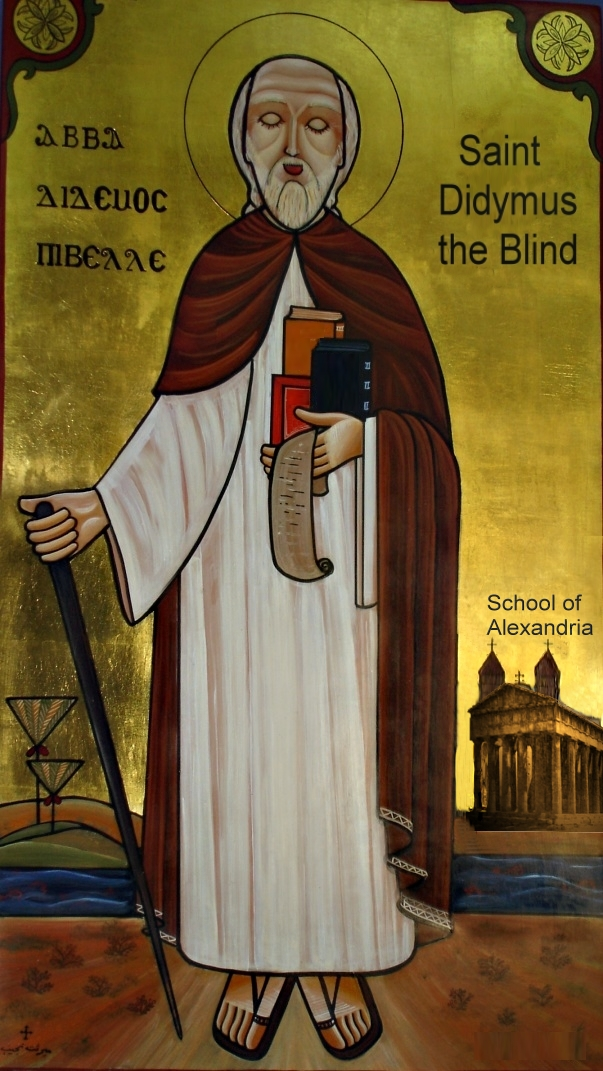
Didymus de Blinde

Didymus (ca. 313-398) was een Grieks-Alexandrijnse theoloog, die als bijnaam de Blinde kreeg, omdat hij op vijfjarige leeftijd blind werd.
Heel zijn actieve leven bracht hij teruggetrokken als monnik in de omgeving van Alexandrië door. Hij ontwikkelde zichzelf tot een hoog gereputeerd geleerde, die dan ook veel leerlingen kreeg. Tot zijn toehoorders behoorden onder meer Rufinus van Aquileia, Melania de Oude (ca. 317) en Hieronymus (386).
Van de talrijke dogmatische en exegetische werken die Didymus schreef is slechts een klein gedeelte tot ons gekomen, omdat hij op het tweede Concilie van Constantinopel als vermeend aanhanger van Origenes werd veroordeeld. Voordien was hij echter een gerespecteerd verdediger van de drie-eenheidsleer. 
 Wel is er een door Hieronymus in het Latijn vertaalde versie (De Spiritu Sancto) van een werk over de Heilige Geest bekend. In augustus 1941 ontdekte men te Toura nabij Caïro een uitgebreide verzameling teksten van Didymus, méér dan er tot dusver bekend waren. Het betreft hoofdzakelijk commentaren op Bijbelboeken. Hierin geeft hij telkens een korte letterlijke verklaring van de tekst, maar besteedt, trouw aan de Alexandrijnse traditie, daarna vooral aandacht aan de allegorische verklaring.